# Histoire de l'Eswatini

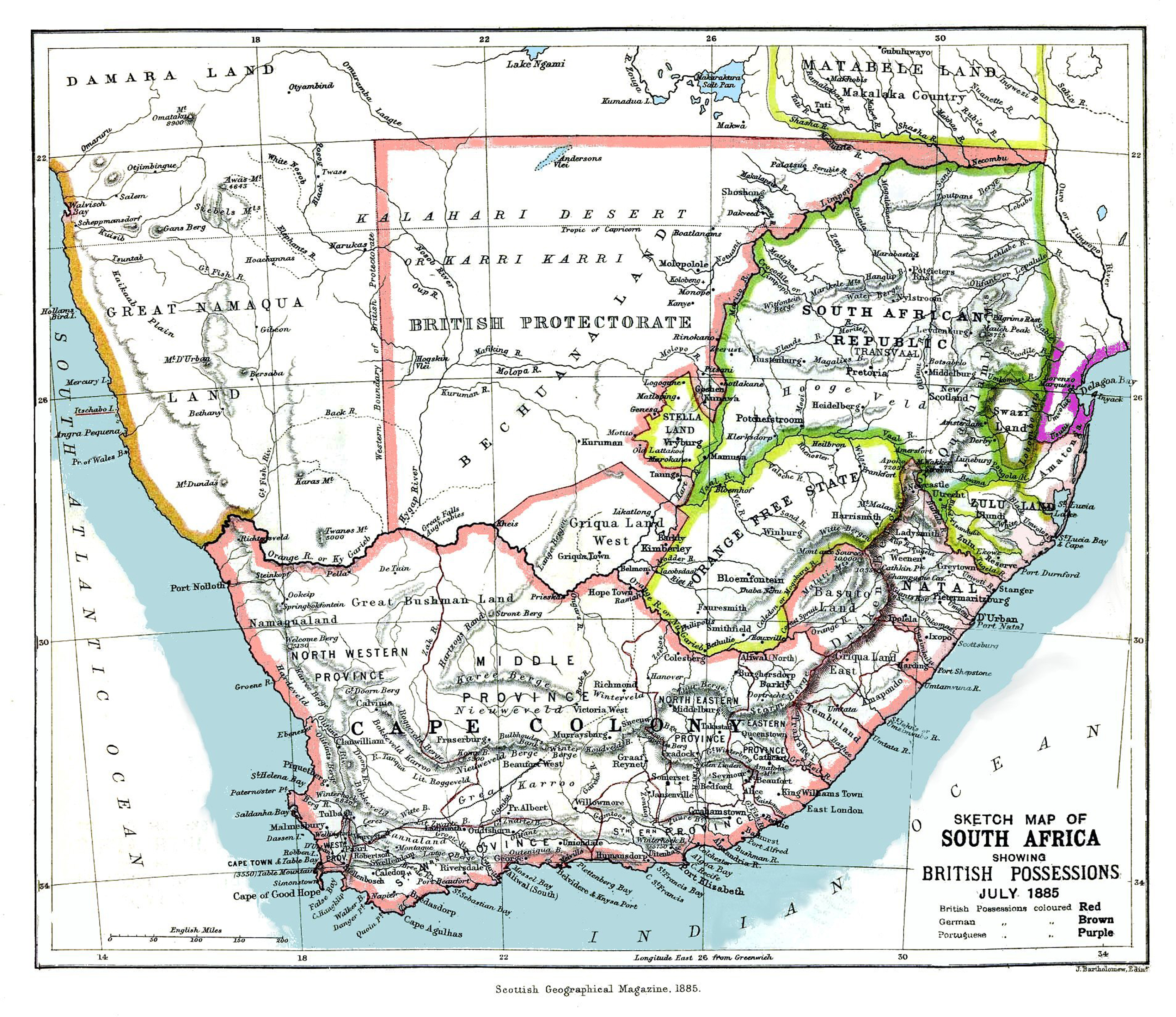
Afrique australe 1885

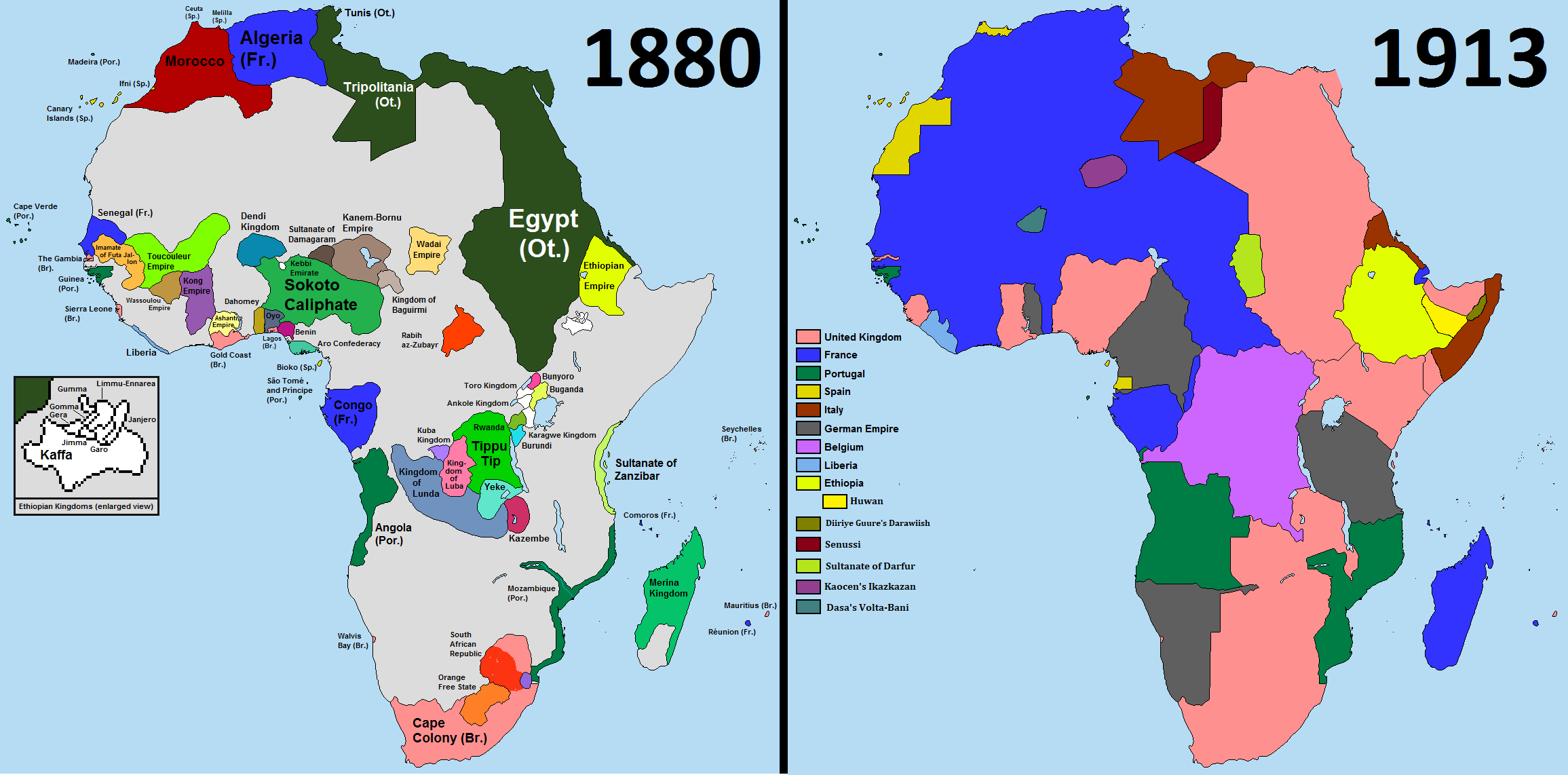
Expansion coloniale européenne de 1880 à 1913

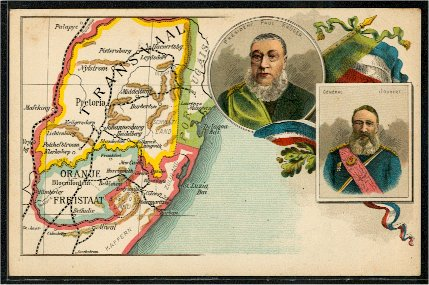
Transvaal (1857-1902)

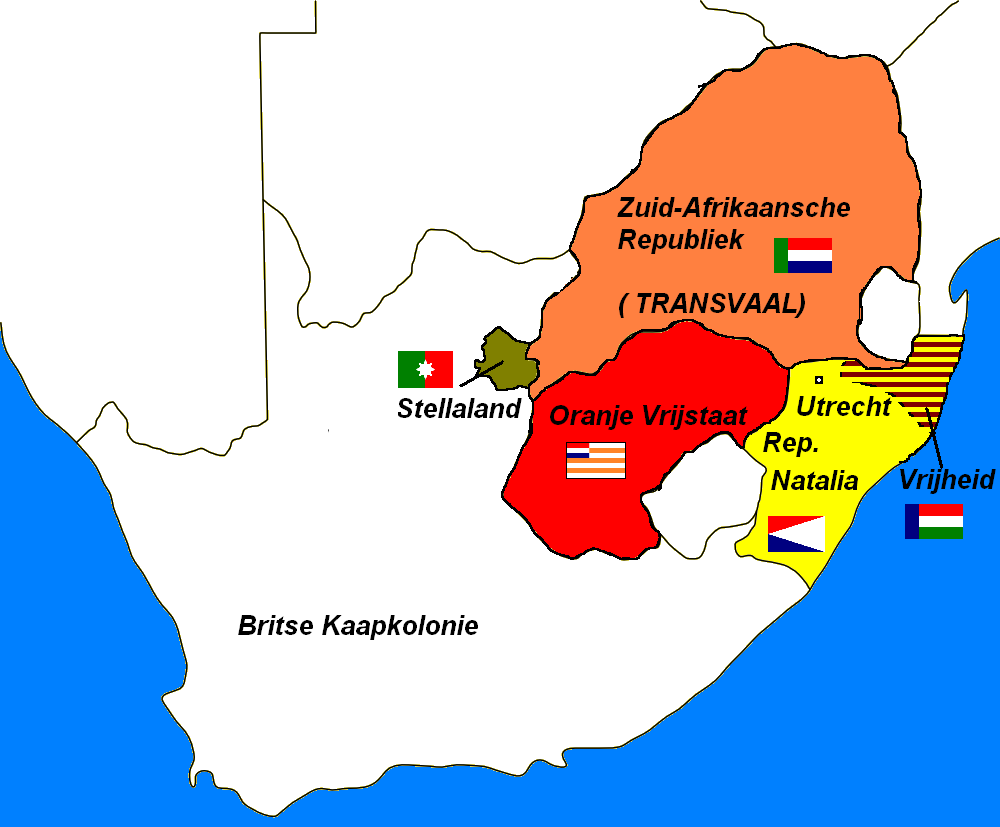
Républiques boers (1857-1902)

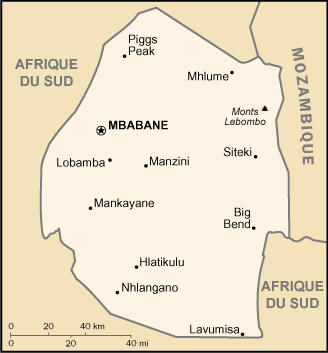
Carte de l'Eswatini actuel

Drapeau de l'Eswatini

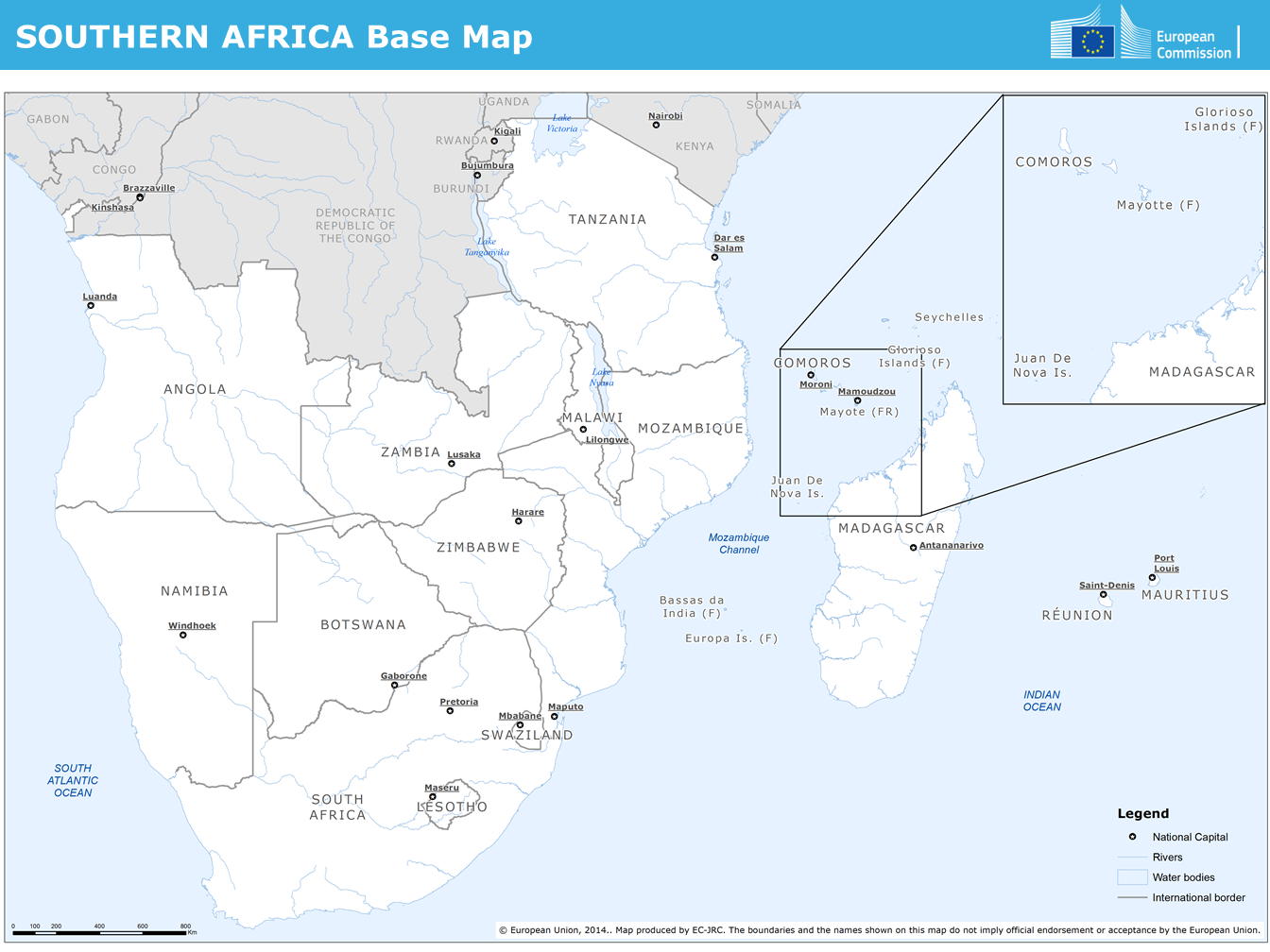
Afrique australe contemporaine.

L'histoire de l'Eswatini remonte à des temps anciens et est restée largement inconnue en l'absence de traces écrites. Les recherches archéologiques ont mis au jour des ossements humains démontrant la présence d'hommes il y a 100 000 ans.
Protectorat britannique, le Swaziland, pays enclavé d'Afrique australe, devenu Eswatini en 2018, est devenu indépendant en 1968 : superficie de 17 363 km2, population légèrement supérieure à un million d'habitants. La greffe du nom post-colonial de Ngwane n'a jamais abouti.

## Préhistoire
Les premiers habitants connus du Swaziland étaient des chasseurs-cueilleurs de type Khoïsan.
- Liste de sites archéologiques en Afrique australe

## De 500c à 1900c: expansion bantoue
- Expansion bantoue

Au IVe siècle, les peuples bantous, migrant d'Afrique centrale, ont commencé progressivement à repousser les Khoisans vers le sud-ouest de l'Afrique australe. Au XIe siècle, les Bantous de langues sotho du Sud et nguni ont définitivement écarté les Khoisans de la région et se sont définitivement installés sur le territoire du futur Swaziland.
Les Dlamini sont un clan issu du peuple Nguni, établi à l'origine au Mozambique. Au milieu du XVIIIe siècle, le roi Ngwane III avait mené son peuple à proximité de la rivière Pongola, dans le Swaziland méridional actuel. C'est de cette époque que date la naissance de la nation swazi dirigée par le clan Dlamini. Le clan Dlamini émergea politiquement au début du XIXe siècle lors du mfecane, consécutif à l'expansion zoulou. Le roi Sobhuza Ier, qui avait succédé à Ngwane III, s'était retiré dans la vallée d'Ezulwini, où il protégea son peuple des visées impériales de Chaka Zulu (1787-1828) puis de son successeur Dingane (1795c-1840) (bataille du Lubuya en 1839).
À partir de 1852, les Swazis entrèrent en conflit avec les Boers qui lorgnaient leurs terres fertiles puis avec les Portugais qui voulaient agrandir vers l'ouest leur colonie du Mozambique. Le territoire du royaume des Swazis ne cessait en effet d'attirer des chasseurs blancs, des commerçants, des missionnaires et des fermiers à la recherche de pâturage pour nourrir le bétail.
En 1877, les Dlamini demandèrent la protection du Royaume-Uni et en 1881, amputé de sa frange orientale, le Swaziland devint un protectorat britannique, garantissant l'indépendance de la nation.

## Protectorat du Swaziland (1881-1968)
Le royaume n'en ayant pas moins été morcelé en concessions accordées aux Européens par le roi Mbadzeni, un imbroglio juridique concernant le statut du territoire permet à la république sud-africaine du Transvaal d'obtenir l'administration du territoire en 1894.
À la suite de la guerre des Boers, la régente du royaume demande de nouveau que son pays soit placé sous protectorat britannique.

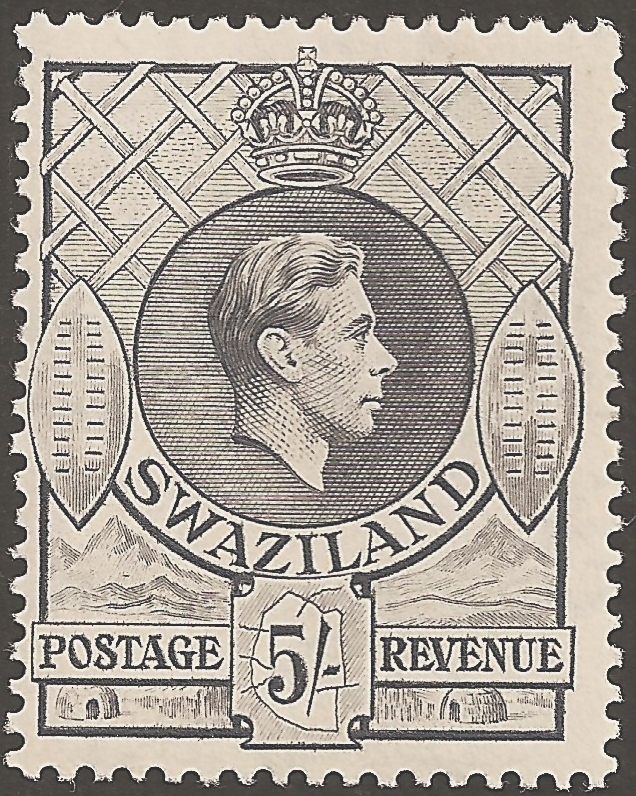
Effigie du roi George VI sur un timbre de 1938.

En 1906, le territoire est finalement placé sous l'autorité du gouverneur britannique du Bechuanaland et du Basutoland.
Le développement de la propriété terrienne menace alors la viabilité de la culture swazi, alors que beaucoup de sujets du royaume émigrent pour travailler dans les mines d'Afrique du Sud.
Le 22 décembre 1921, le jeune roi Sobhuza II monte sur le trône. 
Il ouvre largement le royaume aux investisseurs britanniques et sud-africains afin d'exploiter les mines d'amiante et de charbon. 
Parallèlement, il fait racheter, par les chefs traditionnels, les terres occupées par les fermiers blancs du pays.
À partir de 1963, un mouvement anti-colonial se développe, mené par le prince Dumisa Dlamini et par le Ngwane National Liberatory Congress (NNLC). 
Opposé au parlementarisme, Sobhuza II, conseillé par un avocat sud-africain, accepte de rechercher et d'obtenir l'appui d'une formation politique. 
Il fonde l'« Imbokodvo National Movement » (INM), qui remporte 85 % des suffrages lors des élections de 1964 face à quatre partis adverses. 
Une dizaine de milliers de colons blancs se rallient au roi en 1967, rassurés par son conservatisme politique, social et économique. 
L'INM obtient ainsi aux élections la totalité des sièges de député contre les pan-africanistes du NNLC.

## Indépendance, royaume du Swaziland, renomméEswatini(1968)
Le 6 septembre 1968, l'indépendance du Royaume du Swaziland est proclamée. C'est initialement une monarchie constitutionnelle, inspirée du modèle britannique. La vie politique est toutefois depuis l'indépendance marquée par l'opposition entre les partisans d'un régime démocratique et ceux soutenant le principe de la monarchie absolue.
Le roi s'arroge des pouvoirs institutionnels, ignorant le parlement, désignant les ministres à sa guise, ne prenant conseil qu'auprès du conseil traditionnel des monarques swazis.

### Règne de Sobhuza II (1973-1982)

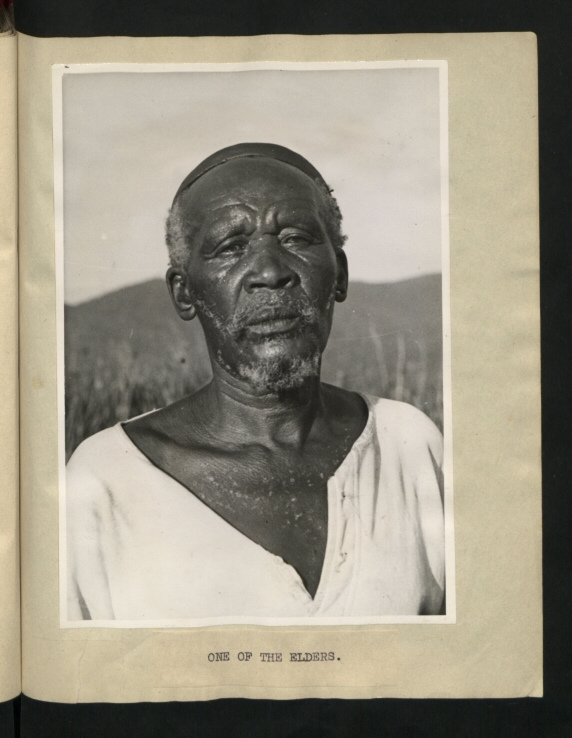
Sobhuza II (1899-1982)

En 1972, le NNLC remporte 3 sièges au parlement, aux dépens notamment du prince Mfanabilisi Dlamini, le chef de la lignée la plus importante de la famille royale. L'année suivante, en réaction, le roi mène un coup d'État contre le parlement, dissout les partis politiques et proclama l'état d'urgence. La constitution est suspendue. Jusqu'en 1978, Sobhuza II gouverne par décret depuis sa résidence royale de Lobamba. Il introduit une nouvelle constitution, qui reste lettre morte, où l'essentiel du pouvoir est concentré entre les mains du monarque alors que la désignation des membres du gouvernement et du parlement, au rôle essentiellement administratif, relève des structures traditionnelles.
En 1979, le prince Mabandla Dlamini, plutôt libéral, est nommé à la tête du gouvernement mais sans réel pouvoir, il ne peut s'opposer à la volonté des partisans de la Monarchie absolue d'engager des négociations avec l'Afrique du Sud pour obtenir un accès à la mer par incorporation au Swaziland du bantoustan frontalier du KaNgwane (le projet d'annexion n'aboutit finalement pas).
En février 1982, un accord secret de non agression entre Mbabane et Pretoria est signé, réduisant les activités des membres des mouvements anti-apartheid exilés au Swaziland. Mbabane s'aligne sur la politique régionale de Pretoria.

En août 1982, le roi Sobhuza II meurt des suites d'une pneumonie, allumant une guerre de succession familiale. Le jeune prince Makhosetiwe est désigné pour lui succéder mais l'interrègne de cinq ans est l'objet d'une importante lutte de faction parmi les 3 500 membres de la famille royale. La régence est d'abord confiée à la reine Dzeliwe (« la grande éléphante ») immédiatement soumise à la pression de la faction Tibiyo de la famille royale, hostile au Premier ministre. Après le limogeage de ce dernier, accusé par ses détracteurs de fomenter un coup d'État, le nouveau Premier ministre traditionaliste, Bekhimpi Dlamini, entreprend de rogner les pouvoirs de la régente au profit du conseil traditionnel des monarques swazis (le Liqoqo) qui n'apprécie guère la régente et sa volonté de maintenir des élections à brève échéance. Le 9 septembre 1983, le conseil traditionnel nomme alors une nouvelle régente, la reine Ntfombi, en dehors de tout cadre légal et institutionnel,.
En octobre 1983, les élections confirment la prééminence de la faction Tibiyo et des traditionalistes au sein de la chefferie.

### Règne de Mswati III (1983-présent)

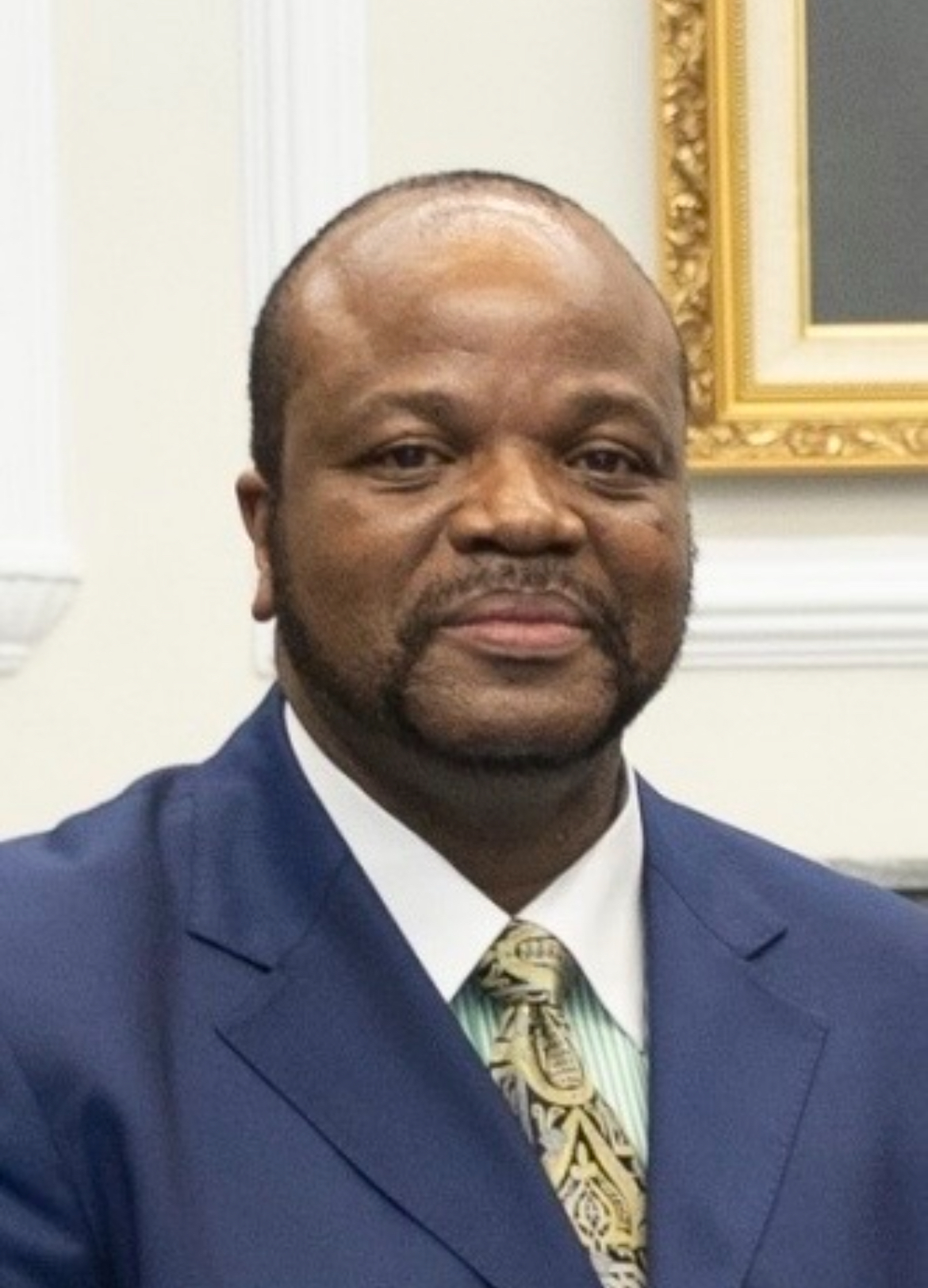
Mswati III

À la suite de dissensions internes graves au sein du conseil traditionnel, la reine Ntfombi (1950-) fait accélérer les procédures successorales afin de faire monter sur le trône le jeune Makhosetiwe, né en 1968, intronisé le 25 avril 1986 sous le nom de Mswati III.
En possession de ses pouvoirs de monarque, le nouveau roi dissout le conseil traditionnel et limoge Bekhimpi Dlamini. Le 6 octobre 1986, il nomme Sotja Dlamini comme Premier ministre. Ce dernier était le premier à occuper ce poste sans être membre de la famille royale. Cette action marque le retour en grâce des partisans de l'ouverture politique et sociale.
En 1989, Sotja Dlamini est limogé à son tour pour désobéissance puis remplacé par Obert Dlamini, lequel reste en fonction jusqu'en 1993.
En 1995, le pays connaît une période pré-révolutionnaire quand l'Assemblée nationale et les maisons du ministre et du vice-président de l'université du Swaziland sont brûlées lors d'émeutes estudiantines. En 1997, le Mozambique et l'Afrique du Sud tentent sans succès de convaincre le roi de démocratiser le Swaziland.
Depuis 2000, le Swaziland réclame plusieurs kilomètres carrés de territoires à l'Afrique du Sud au prétexte qu'ils leur auraient été volés par les colons blancs au XIXe siècle et annexés illégalement à l'Afrique du Sud. Le royaume swazi base sa réclamation sur un engagement du gouvernement sud-africain signé en 1982 par lequel il s'engageait à rétrocéder au Swaziland plusieurs centaines de kilomètres carrés de territoires sud-africains en échange de la collaboration dans la lutte anti-terroriste du royaume swazi. Ces territoires situés principalement au Mpumalanga et dans le KwaZulu-Natal et concernent les villes de Mbombela (ex-Nelspruit), Malelane, Barberton, Ermelo, Piet Retief, Badplaas et Pongola. En novembre 2006, Mswati III prit la décision de porter l'affaire devant la cour internationale de La Haye.
Le 26 juillet 2005, après 30 ans de suspension de la loi fondamentale, le roi ratifie une nouvelle constitution entrée en vigueur le 8 février 2006. Le pays demeure une monarchie absolue. Les partis politiques sont toujours interdits et ne sont en pratique perçus que comme des associations. La Cour suprême ne peut juger d'affaires pouvant impliquer le régime royal. Le pays est par ailleurs toujours totalement dépendant économiquement de l'Afrique du Sud.
En avril 2018, à l’occasion du 50e anniversaire de l’indépendance, le roi annonce que le pays reprend son nom d'origine d'avant la colonisation : Eswatini,. En octobre 2019, la livraison de voitures de luxe flambant neuves, des Rolls Royce, à la famille royale d’Eswatini provoque des réactions négatives dans ce royaume très pauvre d’Afrique australe, alors que des fonctionnaires manifestent pour demander une revalorisation de leurs salaires.